# Пријездић
Пријездић је насељено место града Ваљева у Колубарском округу. Према попису из 2022. било је 258 становника.

## Демографија
У насељу Пријездић живи 296 пунолетних становника, а просечна старост становништва износи 47,6 година (46,5 код мушкараца и 48,6 код жена). У насељу има 119 домаћинстава, а просечан број чланова по домаћинству је 2,86.
Ово насеље је великим делом насељено Србима (према попису из 2002. године), а у последња три пописа, примећен је пад у броју становника.
|  |

| Демографија | Демографија | Демографија |
| Година      | Становника  | Становника  |
| ----------- | ----------- | ----------- |
| 1948.       | 643         |             |
| 1953.       | 673         |             |
| 1961.       | 683         |             |
| 1971.       | 618         |             |
| 1981.       | 496         |             |
| 1991.       | 397         | 397         |
| 2002.       | 340         | 344         |

| Етнички састав према попису из 2002.‍ | Етнички састав према попису из 2002.‍ | Етнички састав према попису из 2002.‍ | Етнички састав према попису из 2002.‍ | Етнички састав према попису из 2002.‍ |
| ------------------------------------ | ------------------------------------ | ------------------------------------ | ------------------------------------ | ------------------------------------ |
|                                      |                                      |                                      |                                      |                                      |
| Срби                                 | Срби                                 |                                      | 336                                  | 98,82%                               |
| Црногорци                            | Црногорци                            |                                      | 2                                    | 0,58%                                |
| непознато                            | непознато                            |                                      | 2                                    | 0,58%                                |

| Година пописа     | 1948. | 1953. | 1961. | 1971. | 1981. | 1991. | 2002. |
| ----------------- | ----- | ----- | ----- | ----- | ----- | ----- | ----- |
| Број домаћинстава | 110   | 114   | 130   | 145   | 140   | 135   | 119   |

| Број чланова      | 1  | 2  | 3  | 4 | 5 | 6 | 7 | 8 | 9 | 10 и више | Просек |
| ----------------- | -- | -- | -- | - | - | - | - | - | - | --------- | ------ |
| Број домаћинстава | 29 | 37 | 22 | 8 | 8 | 8 | 5 | 2 | 0 | 0         | 2,86   |

| Пол    | Укупно | Неожењен/Неудата | Ожењен/Удата | Удовац/Удовица | Разведен/Разведена | Непознато |
| ------ | ------ | ---------------- | ------------ | -------------- | ------------------ | --------- |
| Мушки  | 145    | 33               | 100          | 9              | 3                  | 0         |
| Женски | 156    | 15               | 101          | 39             | 1                  | 0         |
| УКУПНО | 301    | 48               | 201          | 48             | 4                  | 0         |

| Пол    | Укупно                    | Пољопривреда, лов и шумарство | Рибарство                            | Вађење руде и камена | Прерађивачка индустрија       |
| ------ | ------------------------- | ----------------------------- | ------------------------------------ | -------------------- | ----------------------------- |
| Мушки  | 79                        | 59                            | 0                                    | 1                    | 9                             |
| Женски | 43                        | 35                            | 0                                    | 0                    | 3                             |
| УКУПНО | 122                       | 94                            | 0                                    | 1                    | 12                            |
| Пол    | Производња и снабдевање   | Грађевинарство                | Трговина                             | Хотели и ресторани   | Саобраћај, складиштење и везе |
| Мушки  | 0                         | 3                             | 3                                    | 0                    | 1                             |
| Женски | 0                         | 0                             | 2                                    | 0                    | 0                             |
| УКУПНО | 0                         | 3                             | 5                                    | 0                    | 1                             |
| Пол    | Финансијско посредовање   | Некретнине                    | Државна управа и одбрана             | Образовање           | Здравствени и социјални рад   |
| Мушки  | 0                         | 0                             | 1                                    | 0                    | 0                             |
| Женски | 0                         | 0                             | 0                                    | 1                    | 2                             |
| УКУПНО | 0                         | 0                             | 1                                    | 1                    | 2                             |
| Пол    | Остале услужне активности | Приватна домаћинства          | Екстериторијалне организације и тела | Непознато            | Непознато                     |
| Мушки  | 1                         | 0                             | 0                                    | 1                    | 1                             |
| Женски | 0                         | 0                             | 0                                    | 0                    | 0                             |
| УКУПНО | 1                         | 0                             | 0                                    | 1                    | 1                             |

## Галерија
- Пријездић - панорама
- Пријездић - панорама
- Пријездић - панорама
- Пријездић - панорама
- Пријездић - панорама
- Пријездић - панорама
- Пријездић - панорама